# コーヒー浣腸
コーヒー浣腸 （コーヒーかんちょう、コーヒーエネマとも）とは、浣腸の一種であり、コーヒーを肛門より入れて、直腸と大腸を「清掃する」事を目的とした行為。今日では医学的に妥当な行為ではなく、危険でありうると考えられている。
「エネマ」とは英語で浣腸の意味である。

## 歴史
コーヒー浣腸は1917年に考案され、メルクマニュアルに1972年まで記載されていた。エドガー・ケイシーはしばしばリーディングでコーヒー浣腸を行う必要について述べた。
1920年にドイツの科学者が胆管と小腸へのカフェインの影響を調べた。マックス・ゲルソンはコーヒー浣腸が胃腸に良い影響が結核の患者に対して、後には癌にもあると主張した。主張では食塩水と異なり、カフェインが小腸の平滑筋を通り、肝臓に達するとし、普通の浣腸よりも消化管をきれいにし、より多くの毒と胆汁を取り除く、とした。ゲルソンは患者にしばしば、「コーヒー浣腸は腸のためではなく、肝臓の刺激のためである」と語った。

## 効能に関する主張
コーヒー浣腸は、ガン予防効果があるとも言われるが、確認はされていない。肥満や便秘の治療に試みられる事もある。信奉者はカフェインが結腸から吸収され、腫瘍の代謝産物を「デトックスする」、慢性の偏頭痛に効果があるなどと主張する。

## 危険性
ネット上では試して良かったという声が多数挙がっているものの、その反面、コーヒー浣腸のやり過ぎによる電解質異常や、挿入時の直腸粘膜損傷に起因する敗血症で副作用、すなわち感染、大腸炎、多菌性の胃腸炎、心不全を起こしたとされる海外での死亡例の報告もある。
コーヒー浣腸による電解質異常は重篤ならば死に至る。
コーヒーの注入があまりに急速だったり、熱すぎたりすると、直腸穿孔ややけどを起こしうる。
市販のキットにて行なう際には自己責任にて行うように記載されている。